# Atman
Atman je važan i značajan pojam indijske filozofije. Dolazi već u starijim Vedama. Značenje mu je dah, duša, a pravi smisao vlastitost čovjeka i stvari u svijetu, njihovo najdublje, unutrašnje bivstvo u opreci sa slučajnom pojavom. Upotrebljava se za osnov posebnoga načina postojanja kao i za opći princip bitka (duh svijeta); u tom značenju postaje sinonim za brahman, što znači božansko jedinstvo svega.
Atman jest individualna svijest iliti zapadnim jezikom govoreći duša. Atman jest božanstvo. Starije upanišade su imale veliku poruku: Individualna svijest, atman, jest identičan univerzalnoj svijesti, brahmanu. Ta je spoznaja trebala dovesti do stapanja atmana i brahman. Ovo je najapstraktnija predodžba božanskoga ikada.